# Michelle Smith
Michelle Smith (udana Michelle de Bruin), (Rathcoole, 16. prosinca 1969.) je bivša irska plivačica.
Trostruka je olimpijska pobjednica u plivanju.